# Bernard-Léon
Jean Pierre Bernard, dit Bernard-Léon (aîné), est un acteur, dramaturge et directeur de théâtre français né à Paris le 11 avril 1785 et y décédé le 11 mars 1858,.
À la fin de ses études, il est placé comme secrétaire auprès de Beaumarchais, devenu aveugle. À la mort de ce dernier, il entre chez un avoué. Le 26 février 1809, il épouse à Paris Joséphine Adélaïde Dumont, fille d'un architecte ; mais l'année suivante, il rompt avec sa famille et monte sur les planches au théâtre de Versailles sous le nom de Bernard-Léon. Le 23 décembre 1820, il passe au théâtre du Gymnase que Charles-Gaspard Delestre-Poirson venait de fonder. En 1835, il s'entend avec René-Charles Guilbert de Pixerécourt pour racheter le théâtre de la Gaîté. En 1838, il redevient comédien au Gymnase, avant de passer au Palais-Royal en 1840, et d'achever sa carrière au Folies dramatiques.
Il est l'auteur de quelques pièces de théâtre :
- La Sœur de la miséricorde, ou le Spectre vivant, 1811
- Le Maréchal et le Soldat, vaudeville en un acte, avec Alexandre-Marie Maréchalle, Paris, Théâtre de la Porte-Saint-Martin, 2 décembre 1820
- Le Cirque Bojolay, ou Pleuvra-t-il ? Ne pleuvra-t-il pas ?, à-propos-parodie-vaudeville en un acte, avec Belfort et Lepeintre, Bordeaux, 11 décembre 1820
- La Veuve du marin, comédie-vaudeville en un acte, Paris, Théâtre de la Gaîté, 22 juillet 1838.

Son frère Bernard-Léon (jeune) joua plusieurs années en province, puis débuta à Paris en 1824, au Théâtre du Gymnase, où il reste deux ans, avant de repartir en province. Il joua deux ans à Amsterdam (1826-1827), deux ans à Lyon et cinq ans à Bruxelles, dont à la direction du Théâtre de la Monnaie (1835-1837). L'année suivante, il joua à Marseille, puis à Versailles en 1840, et revint à Bruxelles en 1842.